# Виріб 64992
Легкий танк з комплексом Т-100 (внутрішнє позначення — 64992) — радянський ескізний проект ракетного танка. Розроблено у ВНДІ-100.

## Історія створення
У середині 1960-х років з СРСР були розгорнуті роботи по створенню нового легкого авіадесантного танка, максимально уніфікованого з легкими машинами. Найбільш прийнятною основою для танка виявилася дослідна бойова машина піхоти «Об'єкт 765». Роботи були доручені ВНДІ-100. Комплексом озброєння займалося ДСКБ-47. Компонуванням і установкою як основного озброєння комплексу Т-100 керував Л.С. Троянов.

## Опис конструкції
За проектом, легкий ракетний танк повинен був мати класичну компоновочную схему із заднім розташуванням моторно-трансмісійного відсіку, механік водій мав розміщуватися в передній частині машини біля лівого борту. Танк міг десантуватися парашутним способом.

### Броньовий корпус і башта
Корпус планувалося виготовляти із сталевих котаних броньових листів. Лобова частина - комбінована з зовнішнім 70-мм сталевим листом і внутрішнім 12-мм сталевим листом, між яким містилися 100 мм склопластику. Застосування такої схеми забезпечувало еквівалент 430..450-мм товщині гомогенної броньової сталі. Завдяки куту нахилу лобової деталі, забезпечувався захист від бронебійних снарядів танків AMX-13, «Центуріон», M48, M41 на всіх дистанціях. Також був забезпечений захист від 105-мм гармат танків M60 і «Леопард» на дистанціях 300 метрів, а також від 120-мм гармат танків «Чіфтен» на дистанціях 1000 м. Товщина броньових листів бортів і корми захищала екіпаж від ураження 20-мм автоматичних гармат, які перебували на озброєнні країн НАТО і встановлювалися на бронетранспортерах. Дах моторно-трансміссонного відсіку складався з алюмінієвого броньового сплаву товщиною 20 мм. Днище корпусу в передній частині — 16 мм, в задній — від 6 до 8 мм.
Башта - лита. У передньому секторі ± 30° товщина броні повинна була складати 155 мм під нахилом 30°, що відповідало еквівалентній товщині 180 мм по нормалі. Товщина корми башти - 40..50 мм, а даху - 12..26 мм.

### Озброєння
Як основне озброєння передбачалося використовувати 100-мм ракетний комплекс Т-100. Комплекс дозволяв вести вогонь 100-мм активно-реактивними кумулятивними снарядами. Дальність прямого пострілу повинна була складати від 1200 до 1360 метрів, при бронепробитті 350-400 мм. Дулова швидкість таких снарядів складала 790 м/с, а максимальна — 1200 м/с. Крім того, була можливість ведення стрільби осколково-фугасними снарядами загальною масою 12 кг і масою вибухової речовини — 2 кг. Дулова швидкість таких снарядів мала становити 460 м/с, а дальність — до 7200 метрів. Невеликі габарити комплексу дозволили застосувати барабанну шести-зарядну револьверну схему заряджання. Барабан повинен був прокручуватися через два вічка, що забезпечувало можливість наявності двох типів боєприпасів в барабані. Перемикання на інший тип боєприпасів повинно було здійснюватися перемикачем, який зміщував цикл на одне вічко. Загальний боєкомплект  40 пострілів. Додатково передбачалося встановлювати від 4 до 6 пускових установок з ПТКР 9М14 «Малютка».

### Двигун і трансмісія
У зв'язку зі зменшенням висоти корпусу машини, значних змін зазнала і силова установка.

### Ходова частина
Ходова частина машини була максимально уніфікована з БМП-1 і мала по сім опорних котків з кожного борту, проте через більш потужне бронювання була втрачена можливість подолання водних перешкод уплав.

## Оцінювання проекта
Конструкція всього комплексу озброєння відрізнялася простотою і малими габаритами. Бронепробиття і дальність прямого пострілу перевершували всі вітчизняні та зарубіжні аналоги того часу. Крім того, комплекс міг встановлюватися не тільки на легкий танк, а й на схожі за своїм габаритно-масовим характеристикам машини типу БМП-1. Механізм заряджання дозволяв приводити гармату в бойову готовність значно швидше класичних артилерійських систем, і забезпечував практично миттєву бойову готовність до наступного пострілу. Відсутність вимог постановки гармати на гідростопор під час заряджання дозволяло використовувати більш дешеві стабілізатори озброєння і забезпечити несбиття наводки. При порівнянні з легкими танками ПТ-76Б, новий танк мав вищі бойові можливості при збереженні основних показників надійності, вартості та технологічності. Незважаючи на високий рівень розрахунків і проробок ескізного проекту, тема 64992 не отримала розвитку через низьку уніфікацію з базовою машиною, а також неможливістю самостійно долати водні перешкоди уплав. Надалі до теми створення легкого танка повернулися вже в 1970-ті при створенні нових танків «Об'єкт 934» і «Об'єкт 685» з класичним гарматним озброєнням.

## Джерело
- М. В. Павлов, И. В. Павлов. Отечественные бронированные машины 1945—1965 гг. // Техника и вооружение: вчера, сегодня, завтра. — Москва : Техинформ, 2010. — № 6. — С. 46—47.